# 大樂 (烏孫)
大乐（?—?），是乌孙昆弥翁归靡和汉朝公主刘解忧所生的三儿子。
大哥元贵靡为太子，二哥万年为莎车王。姐妹弟史、素光。大乐为左大将。前51年，元贵靡死后，其子星靡即位。星靡为人懦弱，西域都护韩宣奏以左大将大乐代星靡为昆弥，汉朝廷不许。